# Ludwik Fleck
Ludwik Fleck (11 de julio de 1896- † 5 de julio de 1961) fue un médico, biólogo y sociólogo polaco. En la década de 1930 introdujo el concepto de "colectivo de pensamiento" (Denkkollektiv) que influirá notablemente la filosofía de la ciencia y el constructivismo social. Esta noción aplicada a la historia de las ideas científicas es comparable a la de "paradigma" de Thomas Kuhn o a la de "episteme" de Michel Foucault.

## Biografía
Ludwik Fleck nació en Lviv, (o Lwów en polaco) la capital de Galitzia, en el Imperio austrohúngaro, ciudad de población polaca con una importante minoría judía. Estudia en el liceo polaco y después en la universidad de Jan Kazimierz, de Lviv, donde obtiene su diploma de medicina. En 1920, se convierte en el asistente de Rudolf Weigl, especialista en el tifus, y consigue una cátedra de biología en la universidad de Lviv. Trabaja de 1923 a 1935 en el departamento de medicina interna en el hospital de Lviv, posteriormente pasa a ser director de laboratorio de bacteriología de las aseguradoras sociales locales. A partir de 1935, trabaja en un laboratorio de bacteriología que funda él mismo. 
Durante la ocupación de Lviv por los alemanes en la Segunda Guerra Mundial, Fleck es deportado en 1941 a un gueto judío, pero continúa sus investigaciones en el hospital. Consigue fabricar una vacuna a partir de la orina de sus pacientes infectados con tifus. Sus trabajos son descubiertos por los ocupantes alemanes y es arrestado en 1942. Es deportado a Laokoon -a una fábrica farmacéutica- para producir suero. El 7 de febrero de 1943 es enviado al campo de concentración de Auschwitz donde es encargado de diagnosticar la sífilis, el tifus y otras afecciones a partir de tests serológicos. Desde diciembre de 1943 hasta la liberalización de Polonia el 11 de abril de 1944 estuvo en el campo de Buchenwald.
Obtuvo la Cruz de oficial de la Orden de Reconocimiento de Polonia.

## Investigaciones bacteriológicas
Entre 1945 y 1952, Fleck se sitúa a la cabeza del Instituto de Microbiología de la escuela médica Maria Sklodowska-Curie de la universidad de Lublin. Se convierte en director del departamento de microbiología y de inmunología en el Instituto de Estado de la Madre y del Niño de Varsovia. En 1954, es elegido para la Academia de las Ciencias de Polonia. Durante este periodo, sus investigaciones conciernen sobre el comportamiento de los leucocitos en un organismo estresado e infectado. Entre 1946 y 1957, publica 87 artículos en revistas polacas, francesas, inglesas y suizas.
Emigró a Israel donde obtuvo un puesto en el Instituto de Investigación Biológica de Israel.

## Teoría
Fleck es autor de una obra titulada Génesis y desarrollo de un hecho científico (1935). Para él, la verdad en la ciencia -si no es considerada como algo dinámico y evolutivo- es potencialmente inestable como demuestra la historia de las ciencias. La verdad como representación correcta y definitiva del mundo es un ideal inalcanzable para las comunidades científicas. Considera que el desarrollo de los sistemas de representación utilizados por las ciencias no es el resultado únicamente de la acumulación sucesiva de nuevas leyes, sino también de importantes cambios en las estructuras conceptuales empleadas. El principio de esta aproximación ha sido retomado hoy por los representantes del constructivismo social y la epistemología histórica.
Uno de los principales aspectos de la teoría del conocimiento de Fleck es el carácter colectivo de la investigación científica. Toda hipótesis, todo conocimiento y toda teoría científica emergen, según él, en el seno de lo que llama un "estilo de pensamiento" (Denkstil). Este "estilo de pensamiento" corresponde al conjunto de normas, de principios, de conceptos y de valores propios a una época o a una corriente artística. La noción de "estilo de pensamiento" ha sido a menudo comparada a la de paradigma de Thomas Kuhn quien, por otro lado, fue influenciado por los trabajos de Fleck.
Esta noción de "estilo de pensamiento" es indisociable de la de "colectivo de pensamiento" que, según Fleck, está al origen de las normas de pensamiento propias al "estilo de pensamiento". Se trata de un sistema cerrado y jerarquizado que toma sobre todo la forma de la comunidad científica, pero que incluye en sentido amplio el conjunto de la estructura jerárquica de una sociedad. Por lo tanto, en Fleck hay una cierta forma de holismo según la cual todo conocimiento singular debe ser comprendido en relación con el conjunto de los conocimientos propios de una época dada, y más ampliamente con el conjunto de las instituciones y las prácticas propias de esta época. 
Esta concepción de la ciencia está argumentada principalmente, aunque no exclusivamente, mediante ejemplos sacados de la medicina y, en particular, de la historia de la sífilis. Se considera en general a las enfermedades y a las patologías como hechos científicos, es decir, como entidades responsables del malestar que tendrían en común todos los pacientes que las padecen. Sin embargo, la posibilidad de emplear una entidad nosológica como la sífilis depende no sólo de observaciones minuciosas, sino de posibilidades conceptuales que son el fruto del desarrollo y la integración de distintos estilos de pensamiento que incorporan con ellos elementos culturales (por ejemplo, de representaciones colectivas ligadas a la sexualidad o a la corrupción de la sangre. Desde ese momento, concebir las enfermedades o cualquier otro resultado científico desde el punto de vista de su historicidad se convierte en esencial para el estudio de lo que se considera como hechos científicos.

Todo acto cognitivo es un acto social, no sólo porque a veces requiere de cooperación, sino porque siempre está basado en el conocimiento y las habilidades manejadas por muchos otros. Es social, porque durante cualquier intercambio de pensamientos duradero aparecen y de desarrollan ideas y estándares que no están asociados con ningún autor individual. Se desarrolla un modo común de pensamiento que se acopla a todos los participantes y que ciertamente determina cada acto cognitivo. Por tanto, la cognición debe considerarse como una función de tres componentes: es una relación entre el sujeto individual, el objeto y un colectivo de pensamiento dado en el que el sujeto actúa. La cognición sólo funciona cuando cierto estilo de pensamiento, originado en la comunidad, es empleado)
Ludwik Fleck

## Obra principal
La génesis y el desarrollo de un hecho científico. Madrid. Alianza Editorial. 1986. ISBN 84-206-2469-1.